# Нацца
Нацца (нім. Nazza) — громада в Німеччині, розташована в землі Тюрингія. Входить до складу району Вартбург. Складова частина об'єднання громад Гайніх-Верраталь.
Площа — 12,71 км2. Населення становить 531 ос. (станом на 31 грудня 2021).

## Галерея

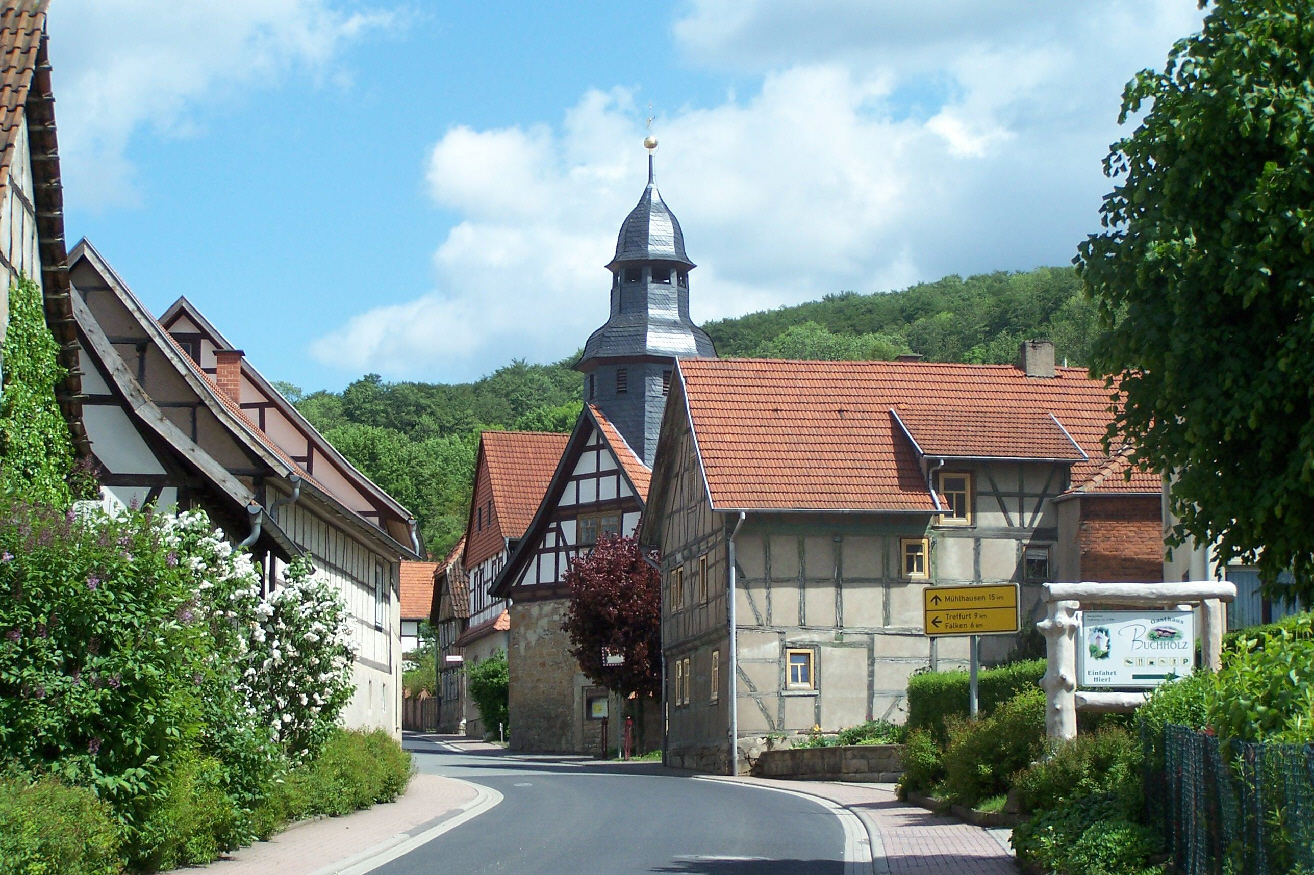
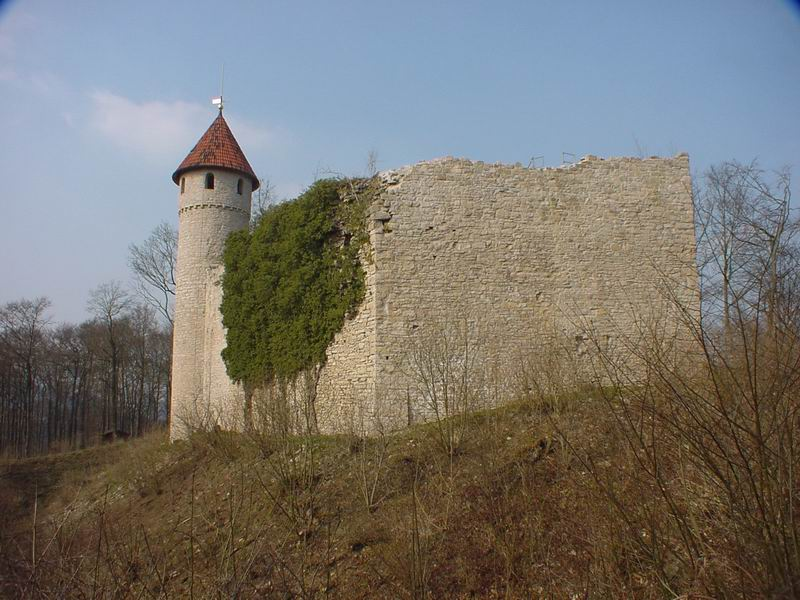
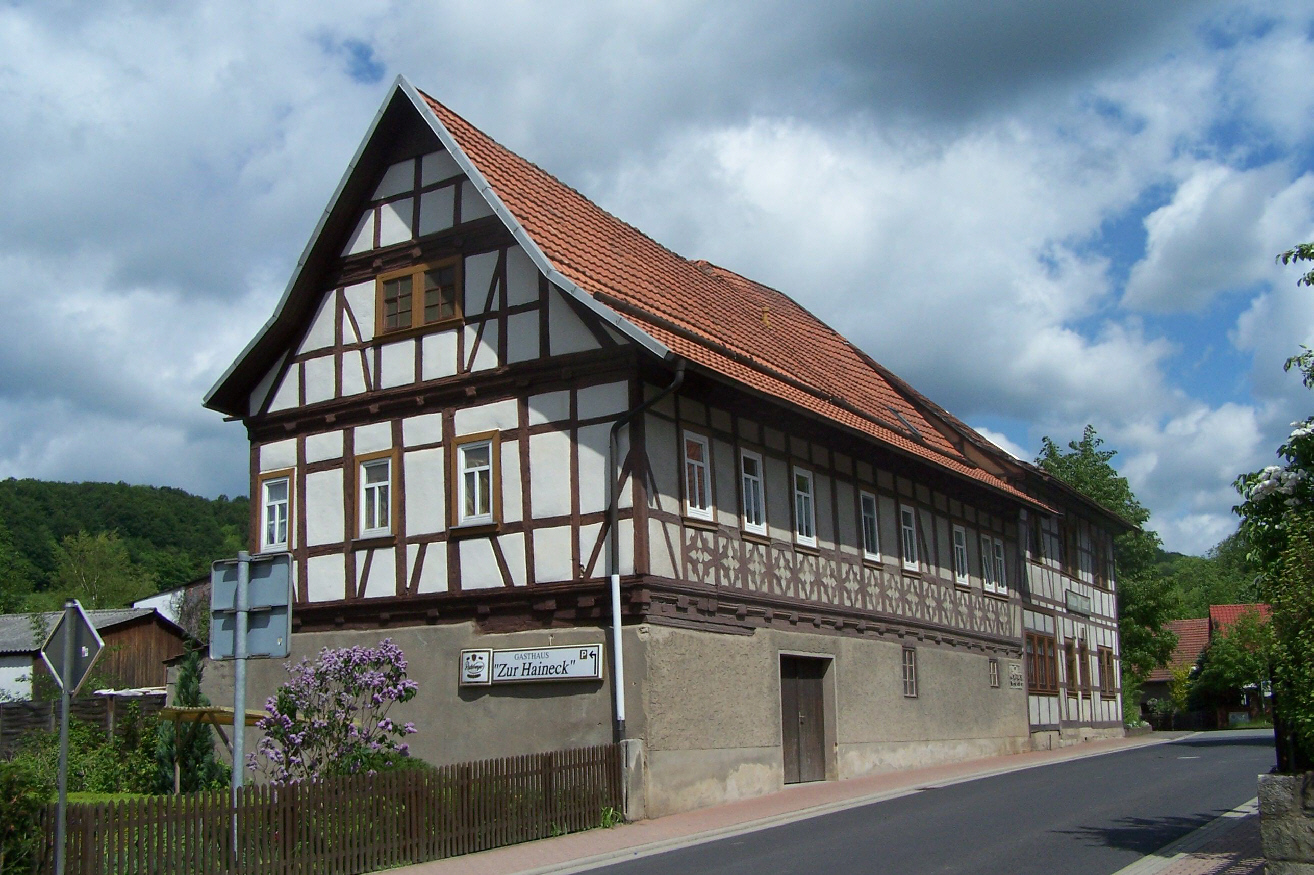
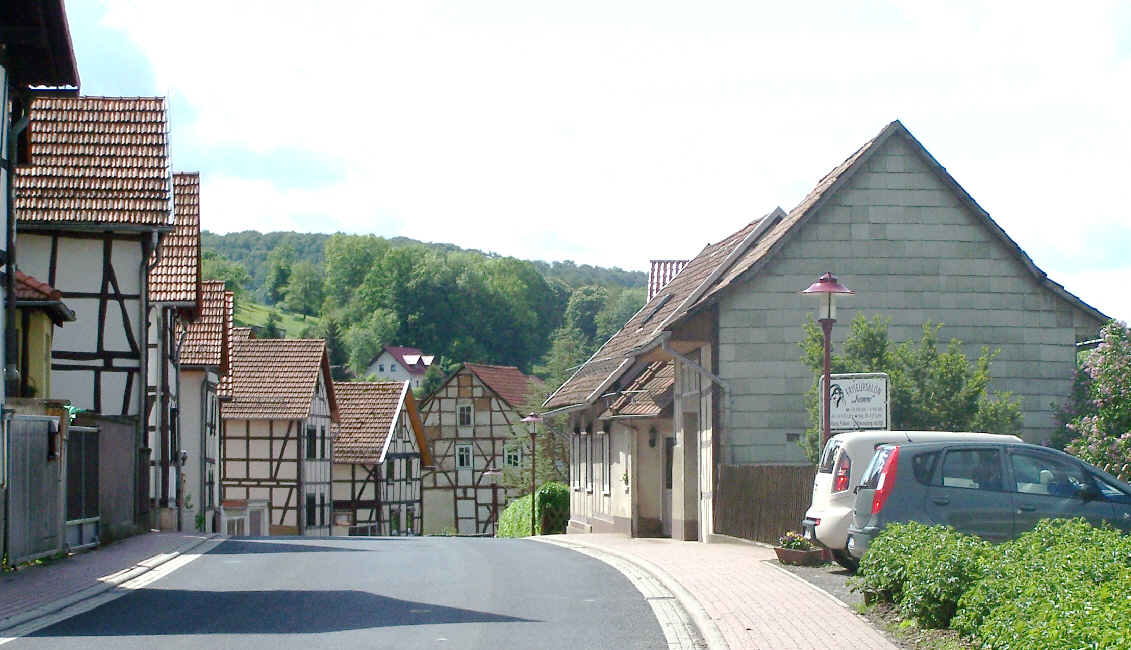
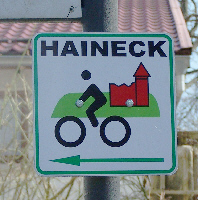